# ヌスドルフ駅

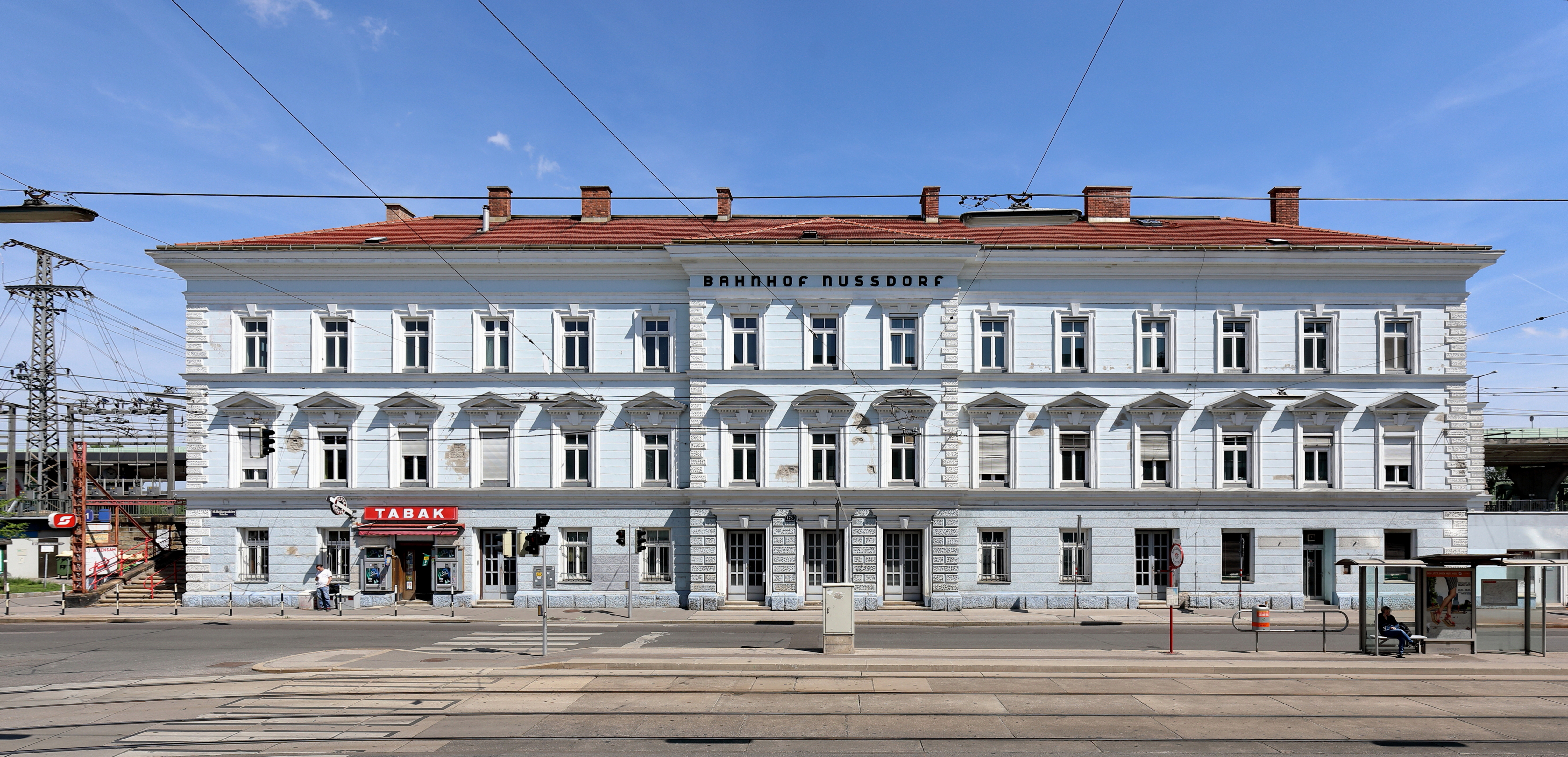
駅本屋

ヌスドルフ駅(ドイツ語:Nußdorf)は、オーストリアのウィーンにある鉄道駅である。S40が停車する駅。S40の停車する駅の中でウィーン最北の駅でもある。1870年開業。

## 駅

### 出入り口
1番ホームの出入り口は、Bahnhof Nußdorfと書かれた建物の左側の階段。2、3番の出入り口ホームは、ドナウ運河の横にあるプロムナーデに行く高架下の道の途中にある。

### プラットホーム
プラットホームは3つあり、1番－クロスターノイブルク、トゥルン方面　2,3番ハイリゲンシュタット、ウィーン・フランツ・ヨーゼフ駅方面。

### 乗り換え
- トラムD線
- 夜バスN36
- VORバス（市街バス）238、239、241

## 周辺

### ヌスドルフ広場前（駅前広場）
- ツィールプンクト（スーパー）ヌスドルフ店
- バンクオーストリア

### ベートーベンガンク（小道）
D線の電車を乗って1駅、D線最後の停留場。
- ツェーンラッドバーン（レストラン）